# Gianluigi Pegolo
Gianluigi Pegolo (Fregona, 20 aprile 1954) è un politico italiano.

## Biografia
Laureato in architettura, è insegnante. Nel 1990 diventa Consigliere comunale di Sacile per il Partito Comunista Italiano. 
Contrario alla svolta della Bolognina, nel 1991 aderisce a Rifondazione Comunista, con cui dal 1993 al 1998 è stato consigliere regionale del Friuli-Venezia Giulia. Ha fatto parte del Comitato politico nazionale di Rifondazione in seno alla corrente Essere Comunisti da cui si è distaccato nell'aprile 2007 in seguito al riavvicinamento tra questa componente e la maggioranza di Rifondazione Comunista, restando invece vicino ad una parte dell'area (L'Ernesto) di cui fa parte pure Fosco Giannini.
Alle elezioni politiche del 2006 è stato eletto con il PRC alla Camera dei deputati nella circoscrizione XIX (Campania I).
Non viene ricandidato alle elezioni politiche del 2008, perché in dissenso con il progetto del cartello elettorale de La Sinistra l'Arcobaleno.
In occasione del VII Congresso del Partito della Rifondazione Comunista di luglio 2008 ha aderito mozione "Dall'appello di Firenze alla mozione dei 100 Circoli", indicata con il numero 3 ed appoggiata da vari esponenti della minoranza del partito al congresso precedente, ma non dal suo ex-leader di corrente Claudio Grassi. Al Congresso Nazionale del Partito l'area ha poi votato a favore dell'elezione a Segretario di Paolo Ferrero e successivamente Pegolo è divenuto responsabile nazionale dell'Area "Democrazia e istituzioni". Pegolo si è successivamente allontanato dall'area de L'Ernesto per formare una nuova componente, "Sinistra Comunista", nata in dissenso sulla prospettiva (sostenuta da l'Ernesto) della cosiddetta "unità dei comunisti" che nella sostanza propone di sciogliere PRC e PdCI per costruire un nuovo partito comunista; Sinistra Comunista ritiene invece propone al suo centro la necessità di rilanciare il PRC e il progetto della rifondazione comunista, è favorevole a un'unità dei comunisti a partire dalle lotte e dalle vertenze territoriali, che non sia una unità decisa solo ai vertici delle organizzazioni partitiche, non coinvolgendo l'intera struttura di base; secondo tale prospettiva la Federazione della Sinistra deve essere poi un elemento necessario per l'unità di una sinistra che, nei contenuti e nelle pratiche, sia autonoma e indipendente dal Partito Democratico e la costruzione di un terzo polo anticapitalista. Pegolo entra poi nella Segreteria Nazionale del PRC.
Alle elezioni amministrative del 2009 è stato candidato a sindaco di Chianciano Terme alla guida della lista Rifondazione Comunista-PdCI, ottenendo il 6,5% dei voti, non sufficienti a essere eletto consigliere comunale.
Viene riconfermato in Segreteria nazionale (come responsabile Democrazia e Istituzioni) anche dopo l'ottavo congresso nazionale del PRC (dicembre 2011). Fa parte della maggioranza a sostegno del segretario Paolo Ferrero anche dopo il congresso del 2013.
Al X° Congresso del Partito, svoltosi nel 2017, è tra i firmatari della mozione "Rivoluzione e Rifondazione, il Partito che vogliamo", la quale si oppone a quella della Segreteria uscente "Socialismo XXI° secolo: per un nuovo umanesimo" che otterrà la maggioranza dei consensi.
Al XII° Congresso sostiene il documento 1 che ha come primo firmatario il Segretario Nazionale del Partito Maurizio Acerbo, il quale otterrà la maggioranza dei consensi.